# Гриер, Хейс
Бенджамин Хейс Гриер (англ. Benjamin Hayes Grier; род. 8 июня 2000, в городе Мурсвилл, Северная Каролина, США) — американский видеоблогер, завоевавший популярность на сервисе для публикации коротких видео Vine.

## Биография
Хейс Гриер — третий ребенок в семье. У него есть старший брат, Уилл, который является защитником в West Virginia University. У него также есть старший брат, Нэш, который также известен из-за публикации видео на сервисе Vine; его младшая сестра, Скайлин, также появляется в вайнах Хейса и Нэша.
Он был включен в тур Magcon (англ. Meet and Greet Convention) в 2014 вместе с братом Нэшем и друзьями Мэтью Эспиноса, Картером Рейнолдс, Джеком Джонсоном, Джеком Гилински, Тэйлором Кэниффом, Шоном Мендесом, Кэмероном Далласом, Аароном Карпентером, Мэхогани Локс, и несколькими гостями из других шоу.
28 июля, 2016 стало известно, что с Гриером произошла авария на мотоцикле-внедорожнике и он был отправлен в больницу. Он был выписан два дня спустя.
В ноябре 2016, Гриер выпустил свой роман Hollywood Days with Hayes.